# Football Club Lahti 2017

## Stagione
Nella stagione 2017 il Lahti ha disputato la Veikkausliiga, massima serie del campionato finlandese di calcio, terminando il torneo al quarto posto con 49 punti conquistati in 33 giornate, frutto di 12 vittorie, 13 pareggi e 8 sconfitte, venendo ammesso al primo turno preliminare della UEFA Europa League 2018-2019 poiché l'HJK, vincitore della Suomen Cup, era già ammesso alle coppe europee. In Suomen Cup è sceso in campo a partire dal sesto turno, venendo subito eliminato, avendo concluso il girone E al quarto posto.

## Organico

### Rosa
| N. |                         | Ruolo | Calciatore          |
| -- | ----------------------- | ----- | ------------------- |
| 3  | Finlandia (bandiera)    | D     | Mikko Hauhia (cap.) |
| 5  | Germania (bandiera)     | D     | Igor Jovanović      |
| 6  | Finlandia (bandiera)    | D     | Pyry Kärkkäinen     |
| 7  | Afghanistan (bandiera)  | A     | Fareed Sadat        |
| 8  | Russia (bandiera)       | C     | Pavel Nazimov       |
| 9  | Brasile (bandiera)      | A     | Stenio              |
| 10 | Finlandia (bandiera)    | C     | Hendrik Helmke      |
| 11 | Finlandia (bandiera)    | C     | Drilon Shala        |
| 12 | Finlandia (bandiera)    | P     | Santeri Pakkanen    |
| 14 | Estonia (bandiera)      | A     | Henri Anier         |
| 15 | Sierra Leone (bandiera) | D     | Hassan Mila Sesay   |
| 16 | Finlandia (bandiera)    | A     | Santeri Hostikka    |
| 17 | Finlandia (bandiera)    | C     | Joona Tapani        |

| N. |                               | Ruolo | Calciatore         |
| -- | ----------------------------- | ----- | ------------------ |
| 18 | Russia (bandiera)             | C     | Pavel Osipov       |
| 19 | Finlandia (bandiera)          | C     | Aleksi Paananen    |
| 20 | Finlandia (bandiera)          | A     | Irfan Sadik        |
| 21 | Macedonia del Nord (bandiera) | A     | Marko Simonovski   |
| 22 | Finlandia (bandiera)          | C     | Loorents Hertsi    |
| 23 | Finlandia (bandiera)          | D     | Kalle Taimi        |
| 24 | Finlandia (bandiera)          | D     | Paavo Voutilainen  |
| 25 | Finlandia (bandiera)          | C     | Mikko Kuningas     |
| 28 | Finlandia (bandiera)          | C     | Oskari Kekkonen    |
| 30 | Finlandia (bandiera)          | P     | Milkka Mujunen     |
| 31 | Finlandia (bandiera)          | P     | Joona Tiainen      |
| 78 | Finlandia (bandiera)          | P     | Aleksandr Vasjutin |

## Statistiche

### Statistiche di squadra
| Competizione  | Punti | In casa | In casa | In casa | In casa | In casa | In casa | In trasferta | In trasferta | In trasferta | In trasferta | In trasferta | In trasferta | Totale | Totale | Totale | Totale | Totale | Totale | DR  |
| Competizione  | Punti | G       | V       | N       | P       | Gf      | Gs      | G            | V            | N            | P            | Gf           | Gs           | G      | V      | N      | P      | Gf     | Gs     | DR  |
| ------------- | ----- | ------- | ------- | ------- | ------- | ------- | ------- | ------------ | ------------ | ------------ | ------------ | ------------ | ------------ | ------ | ------ | ------ | ------ | ------ | ------ | --- |
| Veikkausliiga | 49    | 16      | 6       | 7       | 3       | 20      | 12      | 17           | 6            | 6            | 5            | 26           | 19           | 33     | 12     | 13     | 8      | 46     | 31     | +15 |
| Suomen Cup    | -     | 3       | 1       | 1       | 1       | 4       | 5       | 2            | 0            | 0            | 2            | 4            | 7            | 5      | 1      | 1      | 3      | 8      | 12     | -4  |
| Totale        | -     | 19      | 7       | 8       | 4       | 24      | 17      | 19           | 6            | 6            | 7            | 30           | 26           | 38     | 13     | 14     | 11     | 54     | 43     | +11 |